# Мусеридзе, Тамар
Тама́р (Таму́на) Мусери́дзе (род. около 1984, Тбилиси) — грузинская журналистка, которая обнаружила, что большое число грузинских детей было украдено у их матерей. Она основала организацию «Ведзеб», в рамках которой тысячи людей пытаются воссоединить этих детей; её страна и Би-би-си отметили её работу.

## Биография
Родилась предположительно в 1984 году. В восемнадцать лет пошла работать на грузинское телевидение. В возрасте 31 года узнала, что её удочерили, так что её родители не являются её биологическими матерью и отцом. 
Основала организацию «Ведзеб» («Ищущие») после того, как узнала, что у молодых матерей часто воруют младенцев. Медсёстры и врачи говорят родителям, что ребёнок умер, но на самом деле продают его другим родителям для усыновления. Младенцев продают за сумму, равную средней годовой зарплате. «Ведзеб» воссоединила сотни семей, но до 2024 года Мусеридзе не могла найти своих собственных биологических родителей (хотя нашла с помощью ДНК-теста других родственников со стороны матери, у которых не было о ней информации). В 2024 году она объявила, что после восьми лет поисков нашла мать и планирует встречу с ней.
Примером ситуации, с которой работает организация, может служить Ирма Двалишвили, которая в 1990 году родила близнецов, о которых сначала говорили, что всё в порядке, но на следующий день ей сообщили, что один из них умер. Выжившая близняшка Мариам Кобелашвили заподозрила неладное, когда обнаружила, что рождение и смерть её сестры никогда не были зарегистрированы. В больнице заявили, что все старые записи были уничтожены. В 2022 году Кобелашвили опубликовала в социальных сетях свои фотографии разных лет в надежде найти свою сестру.
Другой выявленный случай касался однояйцевых близнецов Эми и Ано. Одна из них увидела свою близняшку на шоу «Georgia’s Got Talent» («Грузия ищет таланты»), когда ей было двенадцать лет, но родители сказали ей, что «у каждого есть двойник». Её фактические (приёмные) родители не знали, что у неё есть близняшка, и они не сказали ей, что её удочерили (или о сумме денег, которую они за неё заплатили).
По некоторым оценкам, могут быть потеряны тысячи младенцев, поскольку эта схема действовала во многих больницах с 1950-х годов и вплоть до 2005 года, и со временем детей стали отправлять за границу. Один мальчик утверждал, что нашёл своих биологических родителей, которые сообщили ему, что их ребёнок умер. Однако результаты анализа ДНК подтвердили, что он был прав, и это он был тем сыном, о смерти которого им сообщили. Некоторым родителям сказали, что их дети похоронены на больничном кладбище, но расследования показывают, что ни у одной больницы в Грузии нет отдельного кладбища. Хотя возбуждено уголовное дело, срок давности по его статье составляет 25 лет, что предположительно означает, что виновные не будут наказаны.
В 2023 году Тамар Мусеридзе была включена в ежегодный список «Би-би-си» «100 женщин».
В Международный женский день 2024 года президент Грузии Саломе Зурабишвили во Дворце Орбелиани вручила Мусеридзе орден Чести. Мусеридзе выразили благодарность за инициативу, смелость и ответственность при создании «Ведзеб».